# Урбанавичус, Бронислав Викентьевич
Бронислав Викентьевич Урбанавичус (1918—1993) — партизан Великой Отечественной войны, Герой Советского Союза (1945).

## Биография
Бронислав Урбанавичус родился 27 марта 1918 года в деревне Пашамине (ныне — Швенчёнский район Литвы). Окончил строительный техникум. В 1941 году Урбанавичус был призван на службу в Рабоче-крестьянскую Красную Армию. С начала Великой Отечественной войны — на её фронтах. Окончил школу партизанских подрывников, после чего занимался подготовкой групп для заброски в немецкий тыл.
В апреле 1943 года Урбанавичус был направлен в партизанский отряд «Вильнюс», месяц спустя возглавил в нём подрывную группу. С марта 1944 года он командовал партизанским отрядом имени Костаса Калинаускаса. Под непосредственным руководством и при личном участии Бронислава Урбанавичуса партизаны пустили под откос 37 эшелонов, нанеся противнику большой ущерб. 3 июля 1944 года отряд Урбанавичуса принимал активное участие в освобождении станции Игналина, способствовав успешному наступлению частей 1-го Прибалтийского фронта.
Указом Президиума Верховного Совета СССР от 2 июля 1945 года за «образцовое выполнение боевых заданий в тылу врага и особые заслуги в развитии партизанского движения в Литве и Белоруссии» Бронислав Урбанавичус был удостоен высокого звания Героя Советского Союза с вручением ордена Ленина и медали «Золотая Звезда» за номером 7617.
В 1946 году Урбанавичус окончил партшколу при ЦК КП Литовской ССР, в 1957 году — Высшую партийную школу при ЦК КПСС. Проживал в Вильнюсе, работал на партийных и советских должностях. Скончался 8 сентября 1993 года, похоронен на Антакальнисском кладбище в Вильнюсе.
Был также награждён орденами Трудового Красного Знамени, Отечественной войны 1-й степени и Красной Звезды, рядом медалей.